# Вилиџ ов Фор Сизонс (Мисури)
Вилиџ ов Фор Сизонс (енгл. Village of Four Seasons) град је у америчкој савезној држави Мисури.

## Демографија
По попису из 2010. године број становника је 2.217, што је 724 (48,5%) становника више него 2000. године.
| Група             | 2000.         | 2010.         |
| Белци             | 1.455 (97,5%) | 2.144 (96,7%) |
| Афроамериканци    | 2 (0,1%)      | 19 (0,9%)     |
| Азијати           | 5 (0,3%)      | 8 (0,4%)      |
| Хиспаноамериканци | 14 (0,9%)     | 25 (1,1%)     |
| Укупно            | 1.493         | 2.217         |